# Odense Letbane
Le Odense Letbane est un système de transport en commun de type tramway dans la ville de Odense, au Danemark.
Dans une première phase, mise en service le 28 mai 2022, la ligne relie Tarup, au nord de la ville, à Hjallelese, au sud en passant par la gare centrale (Odense Banegård Central) et le campus (Syddansk Universite) sur une longueur de 14,7 km.